# خطوبة طويلة جدا
خطوبة طويلة جداً ((بالفرنسية: Un long dimanche de fiançailles)‏)، فيلم حربي رومانسي فرنسي من إنتاج عام 2004،الفيلم من إخراج وإنتاج جون بيير جونيه وبطولة أودري تاتو.
الفيلم يحكي عن قصة سيدة يائسة تبحث عن خطيبها الذي ربما قتل في معركة أثناء الحرب العالمية الأولى، الفيلم مبني على قصة تحمل نفس الأسم للكاتب سيباستيان جابريوت ،تًشرت لأول مرة عام 1991.
ترشح الفيلم لجائزة الأوسكار في فئة أفضل تصميم إنتاج وأفضل تصوير سينمائي وحصلت ماريون كوتيار على جائزة سيزار لأفضل ممثلة مساعدة.

## ملخص الفيلم
خمسة من الجنود الفرنسيين في أثناء الحرب العالمية الأولي، يتم محاكمتهم بتهمة تشويه الذات للهروب من الخدمة العسكرية، ويتم إدانتهم والحكم عليهم بإرسالهم إلي المنطقة الفاصلة بين فرنسا وألمانيا، كنوع من أنواع الحكم بالإعدام. (ماتيلدا)؛ المخطوبة لأحد الجنود، تتمسك بالأمل، وتحاول الكشف عن حقيقة ما حدث فعلاً، لتكشف في أثناء بحثها النظام الفاسد؛ الذي تتبعه الحكومة الفرنسية للتعامل مع جنودها الذين حاولوا الهروب من الجبهة.

## طاقم العمل
- أودري تاتو بدور ماتيلد دوناي
- جاسبارد أوليه بدور مانيش لانغونيت خطيب ماتيلد
- ماريون كوتيار بدور تينا
- فريديريك بل بدور عاهرة

### التقييم النقدي
حصل الفيلم على نسبة إقبالٍ هي 78 بالمئة من النقاد بناءً على 144 مراجعة على موقع الطماطم الفاسدة.

## روابط خارجية
- خطوبة طويلة جدا على موقع IMDb (الإنجليزية)
- خطوبة طويلة جدا على موقع ميتاكريتيك (الإنجليزية)
- خطوبة طويلة جدا على موقع الموسوعة البريطانية (الإنجليزية)
- خطوبة طويلة جدا على موقع روتن توميتوز (الإنجليزية)
- خطوبة طويلة جدا على موقع نتفليكس (الإنجليزية)
- خطوبة طويلة جدا على موقع قاعدة بيانات الأفلام العربية
- خطوبة طويلة جدا على موقع ألو سيني (الفرنسية)
- خطوبة طويلة جدا على موقع Turner Classic Movies (الإنجليزية)
- خطوبة طويلة جدا على موقع أول موفي (الإنجليزية)
- خطوبة طويلة جدا على موقع بوكس أوفيس موجو (الإنجليزية)